# Atypophthalmus bobyensis
Atypophthalmus bobyensis är en tvåvingeart som först beskrevs av Alexander 1965.  Atypophthalmus bobyensis ingår i släktet Atypophthalmus och familjen småharkrankar.
Artens utbredningsområde är Madagaskar. Inga underarter finns listade i Catalogue of Life.